# Fongara
Fongara è una frazione del comune di Recoaro Terme situata nell'alta Valle dell'Agno, nella zona che raccorda la collina con l'arco delle elevate montagne dei Monti Lessini, lungo la strada che porta da San Quirico a Recoaro Mille, a 896 metri sul livello del mare.
La chiesa parrocchiale dedicata a San Leonardo è situata su un poggio da dove si domina l'abitato.
Oggi la parrocchia fa parte del vicariato di Valdagno. Essa confina a Nord con le parrocchie di Parlati e di Recoaro Terme, a Est con la parrocchia di San Quirico, a Sud con le parrocchie di Maglio di Sopra e di Campotamaso, ad Ovest con la parrocchia di Marana.
La comunità è composta dalle contrade: Centro, Fantoni, Pellichero, Righi, Borga dei Martiri, Busati, Prenaro, Lonere, Casare del Prà e Piasea.

## Storia
Anticamente e fino almeno al XIV secolo Fongara fu comune autonomo da Recoaro. Il 1º ottobre 1327 fu oggetto di una donazione di Cangrande I della Scala.
Nel 1424 venne edificata la chiesa di San Leonardo di Baviera, che il 2 maggio 1491 venne eletta a parrocchia.
Nel 1936 vennero censiti a Fongara 1621 abitanti.
Durante la seconda guerra mondiale, i soldati tedeschi compirono l'eccidio di Borga del'11 giugno 1944, in cui vennero uccisi 17 uomini della contrada di Fongara.